# Jan Voerman jr.
Jan Voerman jr. (Hattem, 23 januari 1890 – Blaricum, 13 juni 1976) was een Nederlands kunstschilder, tekenaar, illustrator en lithograaf.

## Leven en werk
Jan Voerman was de zoon van Jan Voerman sr. In 1905 kreeg Voerman jr. zijn eerste officiële opdracht van zijn grootvader Ericus Gerhardus Verkade (oprichter van het bedrijf Verkade) om tekeningen voor een natuuralbum te maken. Hij werkte daarbij samen met de auteur Jac. P. Thijsse en met onder anderen de beeldend kunstenaars Ludwig Wenckebach, Jan van Oort en Henricus Rol aan 27 Verkade-albums. Door het uitbreken van de Tweede Wereldoorlog werd hier een einde aan gemaakt.
Voerman jr. volgde opleidingen aan de Rijksakademie van beeldende kunsten in Amsterdam en aan de Koninklijke Academie van Beeldende Kunsten in Den Haag. In 1923 trouwde hij met Hetty Mansholt en verhuisde naar Overveen waar hij bekend geworden is als lithograaf. In 1932 is hij verhuisd naar Blaricum. Voerman werd in 1975 benoemd tot Ridder in de Orde van Oranje-Nassau. Hij overleed in juni 1976 op 86-jarige leeftijd in Blaricum.

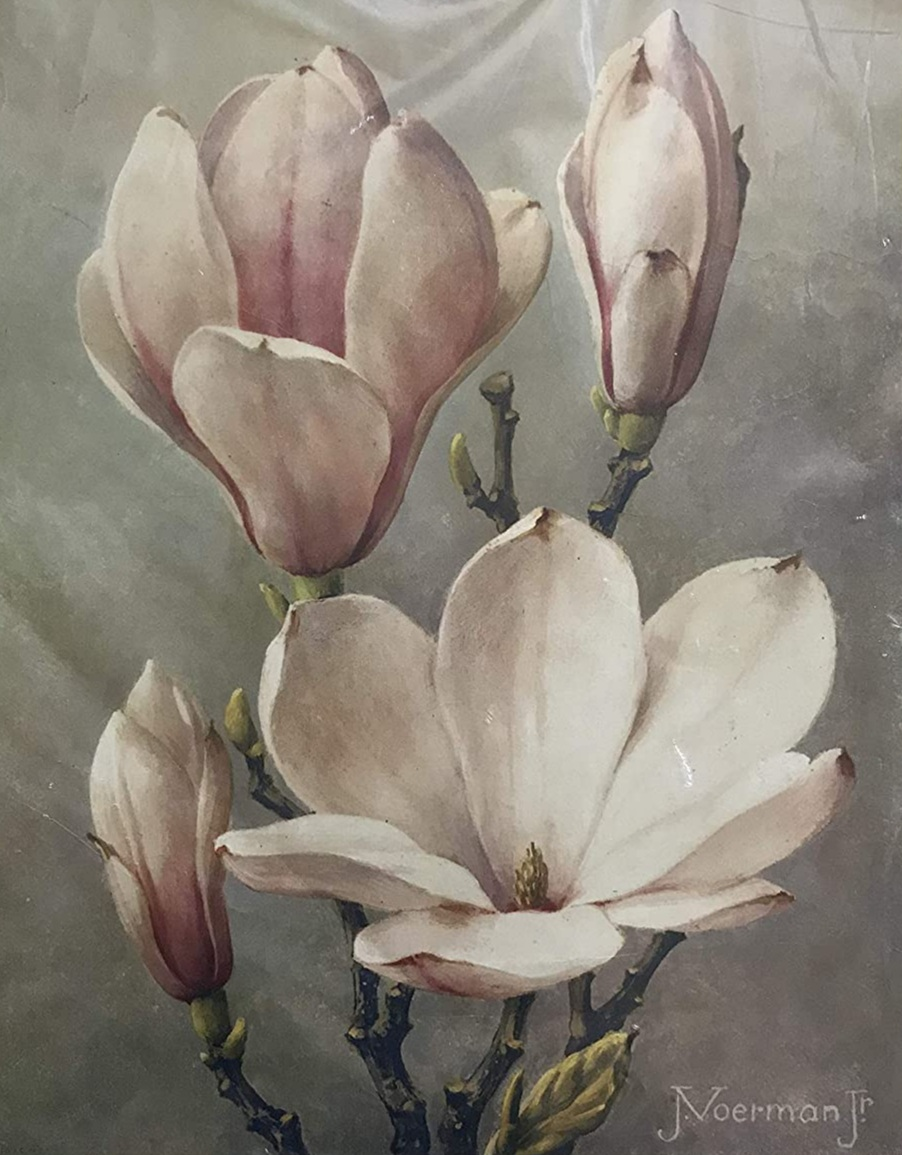
Magnolia's, Jan Voerman jr.

Diverse van zijn werken behoren tot de collectie van het Voerman Stadsmuseum Hattem.